# Anton Brehme
Anton Brehme (Leipzig, 10 de agosto de 1999) é um jogador de voleibol alemão que atua na posição de central.

## Carreira

### Clubes
Brehme começou sua carreira jogando pelo SV Reudnitz, clube da Liga Regional de Voleibol do Leste Alemão. Na temporada 2017–18 foi convocado para atuar na equipe federal do VC Olympia Berlin na 2. Bundesliga Nord. Em 2019 o central foi contrato pelo SVG Lüneburg, para atuar na primeira divisão do campeonato alemão.
No ano de 2020, o central transferiu-se para o Berlin Recycling Volleys, time da cidade de Berlim. Com a nova equipe, ele conquistou o título do Campeonato Alemão de 2020–21, além das Supercopas Alemãs de 2020 e 2021.

### Seleção
Brehme estreou na seleção adulta alemã em 2017 pela Liga Mundial, onde terminou na 27ª colocação. Em 2021 foi convocado para disputar o Campeonato Europeu, onde foi derrotado pela seleção italiana nas quartas de final por 3 sets a 0.

## Títulos
Berlin Recycling Volleys
- Campeonato Alemão: 2020–21, 2021–22, 2022–23

- Copa da Alemanha: 2022–23

- Supercopa Alemã: 2020, 2021, 2022

## Clubes
| Anos      | Clube                    |
| --------- | ------------------------ |
| 2017–2019 | VC Olympia Berlin        |
| 2019–2020 | SVG Lüneburg             |
| 2020–     | Berlin Recycling Volleys |